# Compliance-Konstanten
Compliance-Konstanten dienen in der Computerchemie zur Beschreibung der Bindungsstärke in Molekülen, Clustern oder Feststoffen und stellen eine Alternative zur Kraftkonstante dar. Sie sind die Elemente der invertierten Matrix der Kraftkonstanten (Hesse-Matrix). Durch ab-initio-Berechnung der Compliance-Matrix mit Hilfe moderner Verfahren der Dichtefunktionaltheorie kann die mechanische Stärke von chemischen Bindungen beschrieben werden. Durch die Invertierung verlieren die Elemente der Hesse-Matrix die Abhängigkeit vom Koordinatensystem und sind damit besser vergleichbar.
Während die klassischen Kraftkonstanten (als zweite Ableitung der Energie nach der Bindungslänge) in Atto-Joule je Quadrat-Ångström (aJ/Å2) oder Newton pro Zentimeter (N/cm) angegeben werden, haben Compliance-Konstanten als Einheit meist Å2/aJ oder auch kompakter Å/mdyn.

## Geschichte
Die Idee und Theorie der Compliance-Matrizen ist fast so alt wie IR-Spektroskopie selber. Nach den ersten Pionierarbeiten in den 30er Jahren des 20ten Jahrhunderts erschienen um 1970 erste Studien, die experimentelle Compliance-Matrizen von kleinen Molekülen untersuchten. Später in den 1970er Jahren wurden dann experimentelle Compliance-Konstanten zur Untersuchung von PF5 und Metall-Carbonyl-Komplexen eingesetzt.
1977 analysierten Forscher theoretische Compliance-Matrizen von BF3 und SO3, zunächst auf semi-empirischem Theorie-Niveau, während 1982 erstmalig ab initio Compliance-Konstanten berechnet wurden.
Seit ca. 2000 und in den letzten Jahren zunehmend, verwenden mehrere Gruppen Dichtefunktionaltheorie (DFT) zur Berechnung von Compliance Konstanten.

## Beispiel Cyclobutan

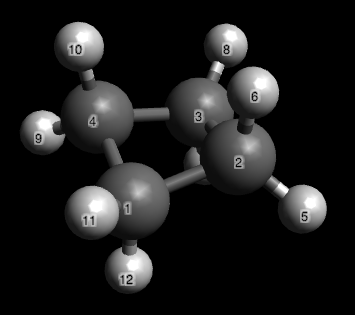
Cyclobutan-Molekül

Am Beispiel des Moleküls Cyclobutan lässt sich das Problem der Koordinatenabhängigkeit für klassische Kraftkonstanten demonstrieren. Die Tabellen zeigen die berechneten Ergebnisse.
| Natürliche interne Koordinaten | Natürliche interne Koordinaten | Natürliche interne Koordinaten | Natürliche interne Koordinaten | Natürliche interne Koordinaten |     | Z-Matrix-Koordinaten | Z-Matrix-Koordinaten | Z-Matrix-Koordinaten | Z-Matrix-Koordinaten | Z-Matrix-Koordinaten |
|                                | 1-2                            | 2-3                            | 3-4                            | 4-1                            |     |                      | 1-2                  | 2-3                  | 3-4                  | 4-1                  |
| 1-2                            | 4,2                            |                                |                                |                                | 1-2 | 4,9                  |                      |                      |                      |                      |
| 2-3                            | 0,1                            | 4,2                            |                                |                                | 2-3 | −0,4                 | 4,9                  |                      |                      |                      |
| 3-4                            | 0,2                            | 0,1                            | 4,2                            |                                | 3-4 | −0,9                 | 0,8                  | 5,5                  |                      |                      |
| 4-1                            | 0,1                            | 0,2                            | 0,1                            | 4,2                            | 4-1 | 0,8                  | −0,8                 | −1,0                 | 5,3                  |                      |

In beiden Koordinatensystemen werden die Kohlenstoff-Kohlenstoff-Bindungen (C-C-Bindungen) unterschiedlich stark beschrieben. Die Werte der Diagonalelemente weichen stark voneinander ab, die Kopplungsterme unterscheiden sich sogar in den Vorzeichen.  Erst nach der Invertierung zu den Compliance-Konstanten bildet die Matrix die physikalische Realität eindeutig ab. Alle vier C-C-Bindungen sind gleich stark.
| Natürliche interne Koordinaten | Natürliche interne Koordinaten | Natürliche interne Koordinaten | Natürliche interne Koordinaten | Natürliche interne Koordinaten |     | Z-Matrix-Koordinaten | Z-Matrix-Koordinaten | Z-Matrix-Koordinaten | Z-Matrix-Koordinaten | Z-Matrix-Koordinaten |
|                                | 1-2                            | 2-3                            | 3-4                            | 4-1                            |     |                      | 1-2                  | 2-3                  | 3-4                  | 4-1                  |
| 1-2                            | 0,2                            |                                |                                |                                | 1-2 | 0,2                  |                      |                      |                      |                      |
| 2-3                            | 0,0                            | 0,2                            |                                |                                | 2-3 | 0,0                  | 0,2                  |                      |                      |                      |
| 3-4                            | −0,01                          | 0,0                            | 0,2                            |                                | 3-4 | −0,01                | 0,0                  | 0,2                  |                      |                      |
| 4-1                            | 0,0                            | −0,01                          | 0,0                            | 0,2                            | 4-1 | 0,0                  | −0,01                | 0,0                  | 0,2                  |                      |

## Anwendung
Compliance-Konstanten finden Anwendung bei der Betrachtung komplizierter Systeme.
So können Bindungsstärken des interstitiell gebundenen Kohlenstoff der Nitrogenase berechnet werden. Dieser ist fester gebunden als vorher angenommen, was auch durch 13C-ENDOR-Spektroskopie bestätigt werden konnte.
Die Bindungsordnung in Gallium-Gallium-Verbindungen kann vorhergesagt werden. Bei einer fixierten Symmetrie (C2h) kann so eine Dreifachbindung ausgeschlossen werden, da sie schwächer wäre, als die entsprechende Doppelbindung.